# Valentín Mariano Castellanos
Valentín Mariano José Castellanos Giménez (Guaymallén, Mendoza, Argentina; 3 de octubre de 1998), también conocido como Taty Castellanos, es un futbolista argentino que juega de delantero en la S. S. Lazio de la Serie A.

## Trayectoria

### Inicios
Descubierto por Leopoldo Luque en su Escuela del Club Banco Nación, en Mendoza, para niños de 8 años, en la que Castellanos ingresó con 5 años debido a sus condiciones. Jugó en las inferiores de Independiente Rivadavia, hasta los 13 años, cuando lo dejaron libre. Continuó en el Club Leonardo Murialdo de la Liga Mendocina de Fútbol, donde debutó en primera división con 15 años. A los 16 años probó suerte en Buenos Aires, siendo rechazado primero por River Plate y luego por Lanús. Desencantado del fútbol, pensó en dejar su práctica, hasta que fue descubierto por Diego Rivarola, quien trabajaba para el Club Universidad de Chile, y le ofreció una prueba en el conjunto laico, pasando a formar parte de las divisiones inferiores de La U.

### Montevideo City Torque
Mientras estuvo cedido, anotó dos goles en 11 apariciones y ayudó al club a ganar el título de Segunda División y asegurar el ascenso a la máxima categoría de Uruguay. El 1 de julio de 2018 se hizo permanente su traslado desde el Club Universidad de Chile hacia Torque.

### New York City
El 27 de julio de 2018 fichó cedido por el New York City F. C. de la Major League Soccer hasta el final de la temporada 2018. En su primer partido con el NYCFC fue titular para el club y marcó un gol contra el Vancouver Whitecaps. El New York City ejerció su opción de compra el 29 de noviembre de 2018, antes de la temporada 2019.
En 2019 jugó un papel importante en el ataque del New York City, anotando 11 veces y agregando siete asistencias en 30 partidos. Esta forma ayudó al club a terminar en la cima de la clasificación de la Conferencia Este y calificar para su primera Liga de Campeones CONCACAF.
En 2020 decayó en su producción, anotando seis goles y sumando tres asistencias en 22 partidos durante una temporada acortada por la pandemia de COVID-19. Castellanos no pudo concretar las ocasiones que él mismo creó, ya que tenía un xG/90 de 0,65, pero terminó la temporada con un xG/90 de solo 0,40. New York City terminaría quinto en la clasificación de la Conferencia Este. Durante la primera ronda de los Playoffs de la MLS Cup 2020, Castellanos detuvo su penal inicial en un tiroteo contra Orlando City, pero el VAR anuló la llamada debido a que el portero Pedro Gallese se salió temprano de la línea de gol. Anotó su segundo penalti, pero el New York City perdió 6-5 en la tanda de penaltis, quedando de esta manera eliminado de los playoffs.
Castellanos pudo terminar de manera mucho más consistente durante la temporada 2021, comenzando con convertirse en el quinto jugador en la historia de la MLS en anotar en cada uno de los primeros cuatro partidos de su club. Poco después de este hito, el 13 de mayo de 2021, Castellanos firmó un nuevo contrato con el New York City que lo mantendría vinculado hasta 2025. Castellanos nuevamente jugó un papel importante en el ataque del New York City durante la temporada 2021. Pudo mejorar significativamente su G/90 hasta 0,62 y también elevó su xG/90 a 0,70, mostrando una mejora en su movimiento, capacidad de creación y finalización. Fue especialmente bueno cerca del final de la temporada, anotando 12 goles en los últimos 14 partidos del NYCFC. Durante este período, fue galardonado con el Jugador del Mes de la MLS de agosto y el Jugador del Mes del New York City de agosto y septiembre. Terminó la temporada como el máximo anotador del equipo con 19 goles y agregó ocho asistencias, ganando la Bota de Oro de la MLS sobre Ola Kamara del D.C. United en el desempate de asistencias. Castellanos también lideró la liga tanto en tiros como en tiros al arco, con 132 y 57 respectivamente. Castellanos anotaría en sus 3 apariciones en los Playoffs de la MLS Cup 2021, incluido el primer partido que New York City ganó por penales, y le dio a Castellanos el primer trofeo nacional de su carrera.

### Girona F. C.
El 25 de julio de 2022 se hizo oficial su fichaje por el Girona F. C. en calidad de cedido para toda la temporada. El 25 de abril de 2023 le marcó cuatro goles al Real Madrid, convirtiéndose así en el décimo futbolista en la historia que lo logra.

### S. S. Lazio
El 14 de julio de 2023, el club romano S. S. Lazio lo compra en 15 millones de euros, con un contrato hasta junio de 2028.

## Selección nacional

### Sub-23
En octubre de 2019 fue convocado por primera vez a la selección de fútbol sub-23 de Argentina por el técnico Fernando Batista para dos partidos amistosos contra México.

#### Participaciones con la Selección Sub-23
| Torneo                        | Sede     | Resultado | Partidos | Goles |
| ----------------------------- | -------- | --------- | -------- | ----- |
| Preolímpico Sudamericano 2020 | Colombia | Campeón   | 5        | 0     |

### Selección absoluta
Convocado por Lionel Scaloni, debutó en la selección mayor argentina el 5 de septiembre de 2024 en el partido jugado contra la selección de Chile por las eliminatorias para la Copa Mundial de Fútbol de 2026, en el Estadio Monumental de River Plate, Buenos Aires, Argentina.

## Estadísticas

### Clubes
Actualizado al último partido disputado el 30 de enero de 2025.
| Club                               | Div.          | Temporada     | Liga  | Liga  | Liga   | Copas nacionales | Copas nacionales | Copas nacionales | Copas internacionales | Copas internacionales | Copas internacionales | Total | Total | Total  |
| Club                               | Div.          | Temporada     | Part. | Goles | Asist. | Part.            | Goles            | Asist.           | Part.                 | Goles                 | Asist.                | Part. | Goles | Asist. |
| ---------------------------------- | ------------- | ------------- | ----- | ----- | ------ | ---------------- | ---------------- | ---------------- | --------------------- | --------------------- | --------------------- | ----- | ----- | ------ |
| Universidad de Chile · Chile       | 1.ª           | 2017          | 0     | 0     | 0      | 0                | 0                | 0                | 1                     | 0                     | 0                     | 1     | 0     | 0      |
| Universidad de Chile · Chile       | Total club    | Total club    | 0     | 0     | 0      | 0                | 0                | 0                | 1                     | 0                     | 0                     | 1     | 0     | 0      |
| Montevideo City Torque · Uruguay   | 2.ª           | 2017          | 11    | 2     | 0      | —                | —                | —                | —                     | —                     | —                     | 11    | 2     | 0      |
| Montevideo City Torque · Uruguay   | 1.ª           | 2018          | 19    | 3     | 3      | 0                | 0                | 0                | —                     | —                     | —                     | 19    | 3     | 3      |
| Montevideo City Torque · Uruguay   | Total club    | Total club    | 30    | 5     | 3      | 0                | 0                | 0                | 0                     | 0                     | 0                     | 30    | 5     | 3      |
| New York City F. C. Estados Unidos | 1.ª           | 2018          | 10    | 1     | 0      | 0                | 0                | 0                | —                     | —                     | —                     | 10    | 1     | 0      |
| New York City F. C. Estados Unidos | 1.ª           | 2019          | 31    | 11    | 8      | 3                | 0                | 0                | —                     | —                     | —                     | 34    | 11    | 8      |
| New York City F. C. Estados Unidos | 1.ª           | 2020          | 25    | 7     | 2      | 0                | 0                | 0                | 4                     | 0                     | 0                     | 29    | 7     | 2      |
| New York City F. C. Estados Unidos | 1.ª           | 2021          | 35    | 22    | 8      | 0                | 0                | 0                | —                     | —                     | —                     | 36    | 23    | 8      |
| New York City F. C. Estados Unidos | 1.ª           | 2022          | 17    | 13    | 2      | 2                | 0                | 0                | 6                     | 4                     | 4                     | 25    | 17    | 6      |
| New York City F. C. Estados Unidos | Total club    | Total club    | 118   | 54    | 20     | 5                | 0                | 0                | 10                    | 4                     | 4                     | 133   | 58    | 24     |
| Girona F. C. · España              | 1.ª           | 2022-23       | 35    | 13    | 1      | 2                | 1                | 0                | —                     | —                     | —                     | 37    | 14    | 1      |
| Girona F. C. · España              | Total club    | Total club    | 35    | 13    | 1      | 2                | 1                | 0                | 0                     | 0                     | 0                     | 37    | 14    | 1      |
| S. S. Lazio · Italia               | 1.ª           | 2023-24       | 35    | 4     | 3      | 3                | 0                | 1                | 7                     | 0                     | 1                     | 45    | 4     | 5      |
| S. S. Lazio · Italia               | 1.ª           | 2024-25       | 24    | 10    | 5      | 0                | 0                | 0                | 11                    | 4                     | 3                     | 35    | 14    | 8      |
| S. S. Lazio · Italia               | Total club    | Total club    | 59    | 14    | 8      | 3                | 0                | 1                | 18                    | 4                     | 4                     | 80    | 18    | 13     |
| Total carrera                      | Total carrera | Total carrera | 242   | 86    | 32     | 10               | 1                | 1                | 29                    | 8                     | 8                     | 282   | 95    | 41     |

## Palmarés

### Campeonatos nacionales
| Título                      | Club                   | País           | Año  |
| --------------------------- | ---------------------- | -------------- | ---- |
| Segunda División de Uruguay | Montevideo City Torque | Uruguay        | 2017 |
| Conferencia Este (MLS)      | New York City F. C.    | Estados Unidos | 2021 |
| MLS Cup                     | New York City F. C.    | Estados Unidos | 2021 |

### Campeonatos internacionales
| Título                   | Club             | Sede     | Año  |
| ------------------------ | ---------------- | -------- | ---- |
| Preolímpico Sudamericano | Argentina sub-23 | Colombia | 2020 |

### Distinciones individuales
| Distinción                                                                 | Año  |
| -------------------------------------------------------------------------- | ---- |
| Joven talento del mes de junio del Campeonato Uruguayo de Primera División | 2018 |
| Bota de Oro de la MLS                                                      | 2021 |
| MLS Best XI                                                                | 2021 |